# Zahara (cantante)
María Zahara Gordillo Campos (Úbeda, 10 de septiembre de 1983), más conocida simplemente como Zahara, es una cantante, compositora, actriz, presentadora de televisión, productora y escritora española.

## Biografía
Estudió educación primaria en el Colegio Público Sebastián de Córdoba (Úbeda) y el grado Elemental de música en el Conservatorio de Música de Úbeda. Cursó cuarto de ESO en el Instituto Francisco de los Cobos (Úbeda). Ya en la universidad se graduó en Magisterio Musical entre Almería y Granada. 
El 18 de mayo de 2017 salió a la venta su segundo libro, Trabajo, Piso, Pareja, bajo la editorial Aguilar Verso&Cuento.
El 18 de noviembre de 2019 Radio Televisión Española (RTVE) anunció que se incorporaba al programa Operación Triunfo como profesora de cultura musical, en su edición de 2020.

## Carrera musical

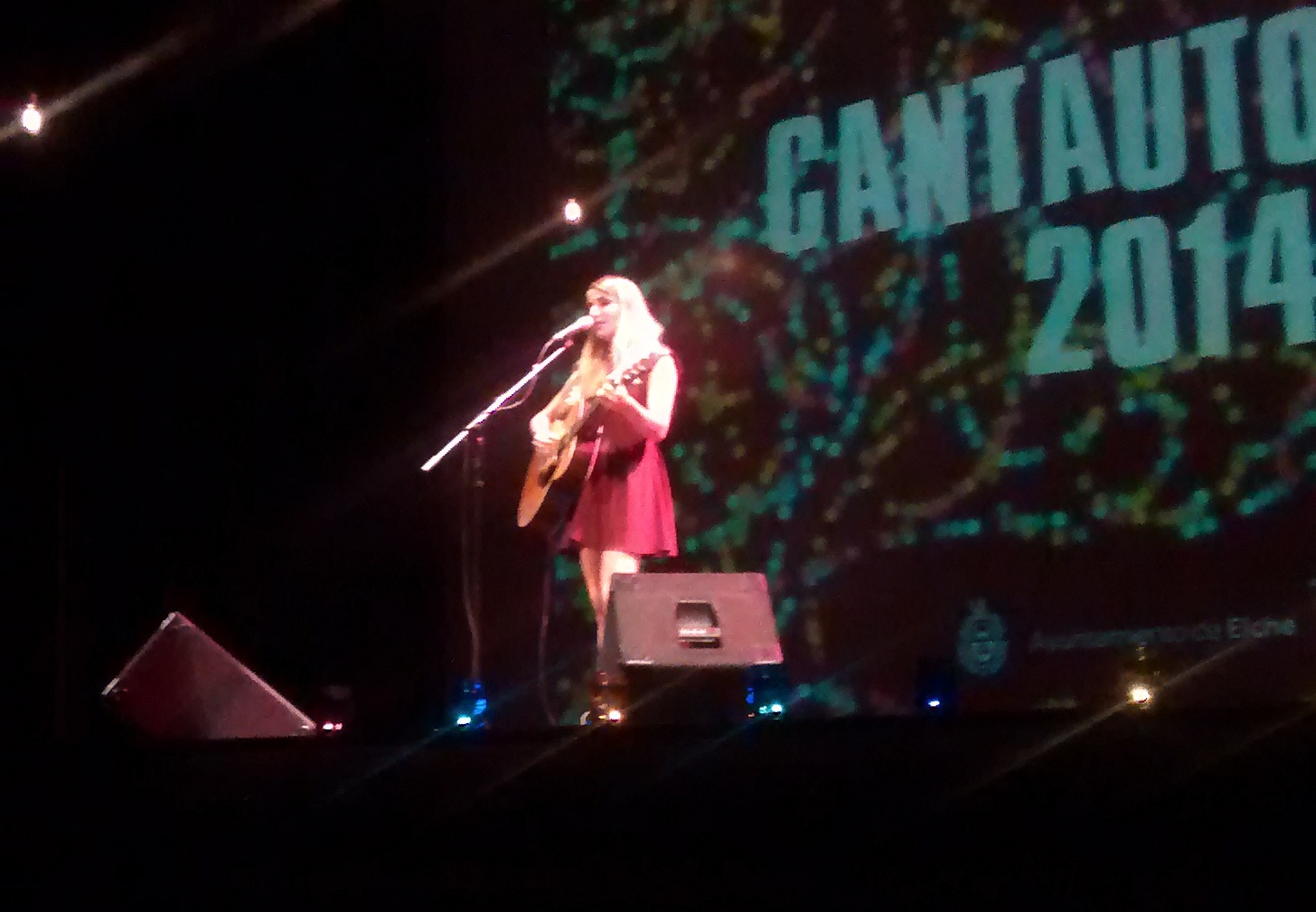
La cantautora Zahara durante un concierto (Elche, 2014).

A los 12 años compuso su primera canción, llamada Una palabra. Estudió jazz y lleva desde 1999 componiendo y tocando sus canciones por locales de toda España.

### 2005-2008:Día 913y Zahara Eléctrica
En 2005 se autoeditó un disco llamado Día 913. En ese mismo año, Alfonso Alcalá y Pablo García, miembros del grupo granadino The Applebite, comenzaron a tocar junto a ella los temas compuestos por Zahara. A finales de 2006, decidieron crear un proyecto independiente, llamado Zahara Eléctrica e influido por grupos como Death Cab for Cutie, Maga o Smashing Pumpkins. A principios de 2007 se unió a ellos Javier Serrano (del grupo Lostsound) como teclista. En febrero de ese año graban una demo de cuatro temas en Bomtrack (Úbeda), producido por David Castro, la cual publican teniendo una gran acogida en MySpace y en ventas por correo.

### 2009-2010:La fabulosa historia de…
El 26 de mayo de 2009 salió a la venta su primer álbum profesional, titulado La fabulosa historia de..., compuesto por 11 canciones y producido por Carlos Jean y Ricky Falkner para la discográfica Universal Music Spain. En la primera semana de lanzamiento se colocó en el puesto 23 de la lista de ventas de España. Su sencillo "Merezco" fue elegido como la canción oficial de la Vuelta ciclista a España 2009.
Con la salida del álbum Zahara se convirtió en la primera artista española en recibir más de 100 000 reproducciones en un día en una plataforma de streaming en línea (MySpace).
En 2010, Zahara, colaboró en la canción solidaria promovida por Carlos Jean "Ay Haití", y en el álbum tributo a Antonio Vega, El alpinista de los sueños, en la canción Lucha de gigantes junto al grupo Love of Lesbian.

### 2011-2014: Salida de Universal yLa pareja tóxica
En julio de 2011 Zahara anunció su salida de la discográfica Universal y el regreso a la autogestión., sacando al mercado un nuevo disco el 22 de noviembre de ese mismo año. Titulado La Pareja Tóxica, y producido por Ricky Falkner (Standstill, Egonsoda,...) fue grabado en La Casa Murada (Tarragona), grabado en directo con los músicos y con Ricky Falkner de director de orquesta.
Se trata de un álbum definido por la ubetense como más personal y sincero. Un álbum mucho más crudo y sin adornos que el anterior. En él desgrana los dimes y diretes que tiene cualquier relación, ya sea amorosa, de pareja, de amistad, de trabajo, o simplemente la relación con uno mismo.
Ese mismo año, también coincidiendo con su salida de Universal, inició el rodaje de una película basada en una de las canciones de la artista. El título es Leñador y La mujer América y cuenta una historia ambientada en los EE. UU. de los años 80, donde la cantante interpreta a una animadora de instituto, que se va volviendo loca.

### 2015: Creación de su propio sello discográfico y publicación deSanta
A principios de 2015, Zahara dio la noticia de un nuevo álbum de estudio tras casi cuatro años de la salida de La Pareja Tóxica. Durante enero y febrero de 2015 Zahara puso en marcha la producción y grabación de su nuevo disco: Santa. El nuevo trabajo fue lanzado el 21 de abril de 2015 bajo su propio sello discográfico: G.O.Z.Z. Records.
Dicho sello fue creado por la propia cantante a vistas de que no encontraba ninguna casa que le ofreciera una alternativa a lo que ella andaba buscando que era lanzar el disco en una edición especial con temas inéditos y una portada interactiva.
Este disco, coproducido por la propia Zahara y Sergio Sastre (Miss Caffeina), cuenta con la colaboración de diversos músicos como Víctor Cabezuelo (Rufus T Firefly), Iván González "Chapo" (M Clan) y Carlos Sosa (Fuel Fandango). Por su parte, el productor británico Max Dingel (The Killers, Muse, Miss Caffeina...) fue el encargado de mezclar el disco.[cita requerida]

### 2020: _Juno y_BCN626
_Juno nace en abril de 2019, es un proyecto 50 % de Zahara y 50 % de Martí Perarnau IV, todas las canciones están escritas y producidas por ambos artistas, el 17 de julio de 2020 (en Medio del Confinamiento por el Covid-19) sale a la venta y en todas las plataformas digitales "_BCN626", el primer álbum de estudio de este proyecto, las canciones narran hechos reales ocurridos desde el año 2 a. C. hasta el 2019 (según _Juno). El álbum logró entrar al Top 10 de iTunes España, debutando en la posición #8 el día de su lanzamiento.[cita requerida]

### 2021: Lanzamiento de "Puta"
Puta es su séptimo álbum de estudio, "Merichane" fue el primer sencillo del álbum, fue lanzado el 14 de enero de 2021, el tema fue nombrado como una de las mejores canciones de 2021 por la revista ELLE, logró debutar directamente en la posición #3 de iTunes (siendo la canción por un artista español más vendida en dicha plataforma ese día). El álbum se lanzó el 30 de abril de 2021, logró debutar en el #1 de itunes España en las primeras horas posteriores al lanzamiento, superando a trabajos de otras artistas españolas como Bad Gyal y Aitana, también se convirtió en el segundo álbum más vendido (todos los formatos) en España la primera semana de mayo, también fue el segundo vinilo más vendido.[cita requerida]
"Puta" cerró su primera semana siendo el álbum por una artista femenina española más vendido en iTunes y Apple Music, y el álbum por un artista solista más vendido en España (todos los créditos). El álbum también logró entrar a listas de ventas de países como: Chile, Alemania, Canadá, Ecuador, Perú, México, etc.[cita requerida]
En junio del mismo año fue galardonada con el "Premio Global de la Música Aragonesa", debido a su trayectoria y repercusión, Zahara es considerada como una de las mayores exponentes del indie y el pop español.[cita requerida]. El 25 de junio anunció mediante su cuenta de Instagram que se encuentra trabajando en un nuevo libro, junto a su amiga y escritora Patricia Benito como documentalista.[cita requerida]

### Retirada de cartel promocional
El 11 de agosto de 2021 Zahara fue Tendencia Mundial en Twitter, debido a que el partido político Vox y el Ayuntamiento de la ciudad de Toledo decidieron retirar su cartel promocional de la gira de "Puta". Artistas como Lola Índigo, Amaral, Delaporte, Rozalén y Vetusta Morla se unieron al movimiento que ya estaba tomando forma en redes sociales como Facebook, Twitter e Instagram, donde se defendían los derechos de libertad creativa y de expresión de la artista y su equipo.

### 2022: Lanzamiento de "REPUTA"
El 30 de Mayo anuncia la reedición de su más reciente álbum de estudio, "PUTA", bajo el título "REPUTA", este contaría con colaboraciones con Alizz, La Oreja de Van Gogh y María José Llergo. 
El 10 de Junio estrena "Berlín U5 - REPUTA Remix" en colaboración con Alizz, el tema logró debutar en el top 15 de iTunes España. El 22 de Julio lanza junto a la Dj PRETTY PRETTY 2000 el remix de "RAMONA", una versión fresca que ahonda en la música experimental y el neoperreo. El tema logró entrar a listas de novedades de Spotify (Novedades Indie, Novedades Viernes - Spotify España), la lista de Novedades Diarias de Apple Music y la playlist "Lo Más Nuevo" de Amazon Music, posteriormente debutó en el top 50 de iTunes España (dónde se mantuvo por unas horas).
El 9 de Septiembre lanza junto a Shego la nueva versión de "MERICHANE", totalmente diferente, musicalmente hablando, Zahara actualiza sus "Yo estaba ahí" e invita a Shego a corear. 
El 20 de Septiembre Zahara estrena "médula" junto a La Oreja de Van Gogh una nueva versión de la canción. El tema logró entrar en listas de novedades de Spotify (Todo Indie, Novedades Indie, Novedades Viernes - Spotify España). 
El 23 de Septiembre sale "REPUTA" y finalmente se pueden escuchar las nuevas versiones de canciones como "Joker", versionada por Carolina Durante, o a la nueva "SANSA", interpretada por María José Llergo.

### 2023:_Junoy_BCN747
A finales de diciembre de 2022, _Juno anunció en sus redes sociales que regresaría en 2023 con un nuevo disco que iría acompañado de una gira.
El 17 de febrero de 2023 se estrenó _BCN747, el segundo disco del grupo formado por Zahara y Martí Perarnau IV. El inicio de este nuevo trabajo comenzó el 24 de septiembre de 2021 y terminó convirtiéndose en un nuevo trabajo de 10 canciones. El álbum fue lanzado en plataformas digitales y en formato CD y vinilo. El primer sencillo fue _la canción que no vas a hacer hoy y vio la luz el 14 de febrero de 2023. Todas las canciones han sido escritas y producidas por Zahara y Martí Perarnau IV bajo el sello discográfico G.O.Z.Z Records.

### 2024-2025: Colaboraciones yLento Ternura
Antes de empezar con el lanzamiento de los singles de su próximo disco,  Zahara anunció que lanzaría algunos sencillos con artistas indie de España. El primero de ellos llegó el 18 de enero junto con Trashi, "Unos Más". El 30 de agosto publicó "Tesis" con Love Of Lesbian. Y El 13 de septiembre lanzó "Liturgia" en colaboración con Samantha Hudson.
En octubre, Zahara comenzó con la promoción de su próximo disco. El 18 de octubre salió a la luz el primer sencillo, "Yo sólo quería escribir una canción de amor". El 29 de noviembre, el segundo sencillo "Tus michids" se lanzó y a la semana siguiente la cantante anunció la fecha de lanzamiento del disco, "Lento Ternura" para el 21 de febrero de 2025. Los sencillos "Quién dijo" y "Demasiadas canciones" salieron el 17 de enero y el 11 de febrero, respectivamente. Tras el lanzamiento del disco, Zahara se embarcará en una gira de festivales por España durante todo el 2025, incluyendo un concierto único en Madrid en las Noches del Botánico.

## Discografía

### Álbumes de estudio
| Año  | Título                                               | Discográfica              |
| ---- | ---------------------------------------------------- | ------------------------- |
| 2001 | Hecho en casa                                        | Autoeditado               |
| 2005 | Día 913                                              | Fonoruz                   |
| 2009 | La fabulosa historia de la chica que perdió el avión | Universal Music Group     |
| 2011 | La pareja tóxica                                     | Music Bus                 |
| 2015 | Santa                                                | G.O.Z.Z. Records          |
| 2018 | Astronauta                                           | G.O.Z.Z. Records          |
| 2019 | Alienígena                                           | G.O.Z.Z. Records          |
| 2020 | _BCN626 - _Juno                                      | G.O.Z.Z Records y JU001LP |
| 2021 | P*TA                                                 | G.O.Z.Z. Records          |
| 2021 | La Pareja Tóxica (X Aniversario)                     | G.O.Z.Z. Records          |
| 2022 | REPUTA                                               | G.O.Z.Z. Records          |
| 2022 | MADRE                                                | G.O.Z.Z. Records          |
| 2023 | _BCN747 - _Juno                                      | G.O.Z.Z. Records          |
| 2025 | Lento Ternura                                        | G.O.Z.Z. Records          |

### Sencillos
- Merezco (2009)
- Con las ganas (2010)
- Leñador y la mujer América (2011)
- El lugar donde viene a morir el amor (2012)
- Crash (2015)
- El Frío (2015)
- Caída Libre (2016)
- Hoy La Bestia Cena en Casa (2018)
- Guerra y Paz con Santi Balmes (2018)
- El Fango (2018)
- MERICHANE (2021)
- canción de muerte y salvación (2021)
- TAYLOR (2021)
- berlin U5 (2021)
- DOLORES (2021)
- berlin U5 (REPUTA) (2022)
- ESTO NO ES UNA CANCIÓN POLÍTICA  (2023)
- Yo sólo quería escribir una canción de amor (2024)
- Tus michis (2024)
- Quién dijo (2025)
- Demasiadas canciones (2025)

### Sencillos promocionales
- Funeral (2009)
- Pregúntale al polvo (2011)
- La mujer mayúscula y el mar (2012)
- Oh, Salvaje (2015)
- Multiverso (2018)

### Otros
- "Jazzean2" (2004)

### Colaboraciones
- "Maravillas", con Fabián en “(La brisa leve), La luz distinta” .
- "Las chicas son magníficas", con Quique González en Delantera Mítica.
- "Caleidosférico", con Miss Caffeina en Magnética.
- "Mañana, tarde y noche" y "Más grande que Barcelona", con Sr. Chinarro en Enhorabuena a los cuatro.
- "Lucha de gigantes", con Love of Lesbian en El Alpinista De Los Sueños: Tributo A Antonio Vega.
- "Domingo Astromántico", con Love of Lesbian en  Maniobras de escapismo
- "Red Dress", con el Marroquí Med Ziani en  | Road To Rifland
- "Au Revoir", con Carlos Sadness en “Ciencias Celestes” .
- "24 de marzo", con La Habitación Roja en "Sagrado Corazón"
- "Tijuana demente", con Jorge Ochoa en  concierto durante La Santísima Trinidad Tour
- "Bajo voz de juramento", con Rhajha en “Tierra Caliente” .
- "Bajo el mismo techo", con Carlos Sadness para la película Bajo el mismo techo .
- "Tu nombre", con Veintiuno en "Gourmet ".
- "Adrenalina", con Chica Sobresalto en "Sinapsis".[10]
- "Stranger Things", con Leiva en "Cuando te muerdes el labio".
- "Delirios", con Izaro Andrés en "Limones de oro".
- "No me querías tanto" con Perarnau IV y Natalia Lacunza en Perarnau IV, Zahara Remix.
- "Tesis" en colocación con la banda española Love of Lesbian.
- "Liturgia" en colaboración con Samantha Hudson

## Otros proyectos
Zahara es miembro desde finales de 2011, de Sociedad Con Acento, una empresa dedicada a la comunicación, en concreto, la formación en oratoria, debate y hablar en público.
En septiembre de 2014 hace pública su faceta teatral y por ello se estrenó con Frenchy, una obra de microteatro que contó con 4 sesiones.
A principios de 2015, dio la bienvenida a su propio sello discográfico  godZila Records (actualmente G.O.Z.Z. Records).
Aparte de canciones, Zahara también escribe libros, fruto de esto nacen Semaforismos y Garabatonías junto con Rebeca Khamlichi (2014), la novela Trabajo, piso,  pareja (2017) y Teoría de los cuerpos (2019).
En enero de 2020 se incorporó al claustro de profesores de Operación Triunfo para impartir clases de Cultura Musical a los concursantes.

#### Programas de televisión
| Año       | Título                    | Rol                          | Cadena |
| --------- | ------------------------- | ---------------------------- | ------ |
| 2016-2017 | Likes                     | Colaboradora                 | #0     |
| 2020      | Operación Triunfo         | Profesora de cultura musical | La 1   |
| 2021      | Una historia, una canción | Presentadora                 | #0     |

## Influencias
Zahara ha sido incluida a menudo dentro de la ola de cantautoras indie folk que se dio en España entre 2008 y 2009, y que incluía, entre otras, a Russian Red, Alondra Bentley, La Bien Querida o Anni B Sweet.

## Premios y nominaciones
- Artista del mes de Onda Expansiva Radio (2009)
- Premio Ojo Crítico de Música Moderna de RNE (2022)[18]

| Año  | Lugar                                                       | Categoría                         | Resultado                   | Ref.     |        |
| ---- | ----------------------------------------------------------- | --------------------------------- | --------------------------- | -------- | ------ |
| 1999 | Certamen Andaluz de Canción de Autor (Jaén)                 |                                   |                             | Ganadora |        |
| 2004 | XI Certamen Internacional de Cantautores de Burgos          |                                   |                             | Ganadora |        |
| 2004 | Certamen de Cantautores del Café Teatro del Pay Pay (Cádiz) |                                   |                             | Ganadora |        |
| 2010 | Premio Guille                                               | Mejor Canción de autor            |                             | Ganadora | [ 19 ] |
| 2010 | Premios de la música                                        | Mejor Autor Revelación            |                             | Ganadora | [ 20 ] |
| 2010 | Premios de la Música                                        | Mejor Álbum Pop                   | La Fabulosa Historia De...  | Nominada |        |
| 2012 | Festival de Cine de Málaga                                  | Mejor Producción de Ficción       | Leñador y la Mujer América  | Ganadora |        |
| 2012 | Festival de Cine de Málaga                                  | Mejor Director                    | Leñador y la Mujer América  | Ganadora |        |
| 2012 | Festival de Cine de Murcia                                  | Cine                              | Leñador y la Mujer América  | Nominada |        |
| 2012 | Festival Internacional de Videoclips en Comumidad Camon     | Videoclip y Cortometraje          | Leñador y la Mujer América  | Nominada |        |
| 2013 | Festival Internacional de Hayah                             | Cine                              | Leñador y la Mujer América  | Nominada |        |
| 2019 | Premios Latin Grammy                                        | Mejor Diseño de Empaque           | Astronauta (Emilio Lorente) | Nominada |        |
| 2019 | Premios MIN                                                 | Mejor Videoclip                   | Hoy La Bestia Cena en Casa  | Ganadora |        |
| 2021 | Premios de la música Aragonesa                              |                                   |                             | Ganadora |        |
| 2021 | Premios Latin Grammy                                        | Mejor Diseño de Empaque           | PUTA                        | Nominada |        |
| 2021 | Premios Plaza España                                        | 20 Años de Carrera                |                             | Ganadora |        |
| 2022 | Premio Ojo Crítico de RNE                                   | Música Moderna                    |                             | Ganadora |        |
| 2023 | Premios Latin Grammy                                        | Mejor Álbum de Música Alternativa | Reputa                      | Nominada |        |